# Cryptocarya botelhensis
Cryptocarya botelhensis är en lagerväxtart som beskrevs av P.L.R.Moraes. Cryptocarya botelhensis ingår i släktet Cryptocarya och familjen lagerväxter. Inga underarter finns listade i Catalogue of Life.